# Liste der Kulturdenkmale in Berlin-Karow

Lage von Karow in Berlin

In der Liste der Kulturdenkmale von Karow sind die Kulturdenkmale des Berliner Ortsteils Karow im Bezirk Pankow aufgeführt.

## Denkmalbereiche (Ensembles)
| Nr.      | Lage | Offizielle Bezeichnung | Bestandteile / Beschreibung                                       | Bild                                |
| -------- | --- | --- | ----------------------------------------------------------------- | ----------------------------------- |
| 09040370 | Alt-Karow 1–61 (in den Weichbildgrenzen: Lanker Straße, Schönerlinder Weg, Straße 56, Straße 76, Bahnhofstraße, Privatweg) Bahnhofstraße 33–35F Frundsbergstraße 22, 23A-24A, 28A-31 Lanker Straße 14–15A, 26–31 Schönerlinder Weg 72/90 Straße 56 Nr. 39/81 Straße 72 Straße 74 Nr. 4/8 Straße 76 Straße 84 Nr. 2 (Lage) | Dorfanlage Alt-Karow, Dorfaue mit Kirche und Kirchhof, Schule, Gehöften, Wohnhäusern mit Vorgärten, Einfriedungen, Höfen und Nutzgärten und Freiflächen Gesamtanlage siehe: Alt-Karow 14 Baudenkmale siehe: Alt-Karow 15, 17, 21, 24–25, 28–28A, 35, 44, 47–48, 54..., 59 Gartendenkmal siehe: Alt-Karow 14 | Weitere Bestandteile des Ensembles:                               | Weitere Bestandteile des Ensembles: |
| 09040370 | Alt-Karow 1–61 (in den Weichbildgrenzen: Lanker Straße, Schönerlinder Weg, Straße 56, Straße 76, Bahnhofstraße, Privatweg) Bahnhofstraße 33–35F Frundsbergstraße 22, 23A-24A, 28A-31 Lanker Straße 14–15A, 26–31 Schönerlinder Weg 72/90 Straße 56 Nr. 39/81 Straße 72 Straße 74 Nr. 4/8 Straße 76 Straße 84 Nr. 2 (Lage) | Dorfanlage Alt-Karow, Dorfaue mit Kirche und Kirchhof, Schule, Gehöften, Wohnhäusern mit Vorgärten, Einfriedungen, Höfen und Nutzgärten und Freiflächen Gesamtanlage siehe: Alt-Karow 14 Baudenkmale siehe: Alt-Karow 15, 17, 21, 24–25, 28–28A, 35, 44, 47–48, 54..., 59 Gartendenkmal siehe: Alt-Karow 14 | 09040408 – Alt-Karow, Dorfaue                                     |                                     |
| 09040370 | Alt-Karow 1–61 (in den Weichbildgrenzen: Lanker Straße, Schönerlinder Weg, Straße 56, Straße 76, Bahnhofstraße, Privatweg) Bahnhofstraße 33–35F Frundsbergstraße 22, 23A-24A, 28A-31 Lanker Straße 14–15A, 26–31 Schönerlinder Weg 72/90 Straße 56 Nr. 39/81 Straße 72 Straße 74 Nr. 4/8 Straße 76 Straße 84 Nr. 2 (Lage) | Dorfanlage Alt-Karow, Dorfaue mit Kirche und Kirchhof, Schule, Gehöften, Wohnhäusern mit Vorgärten, Einfriedungen, Höfen und Nutzgärten und Freiflächen Gesamtanlage siehe: Alt-Karow 14 Baudenkmale siehe: Alt-Karow 15, 17, 21, 24–25, 28–28A, 35, 44, 47–48, 54..., 59 Gartendenkmal siehe: Alt-Karow 14 | 09040377 – Alt-Karow, Spritzenhaus, um 1880                       |                                     |
| 09040370 | Alt-Karow 1–61 (in den Weichbildgrenzen: Lanker Straße, Schönerlinder Weg, Straße 56, Straße 76, Bahnhofstraße, Privatweg) Bahnhofstraße 33–35F Frundsbergstraße 22, 23A-24A, 28A-31 Lanker Straße 14–15A, 26–31 Schönerlinder Weg 72/90 Straße 56 Nr. 39/81 Straße 72 Straße 74 Nr. 4/8 Straße 76 Straße 84 Nr. 2 (Lage) | Dorfanlage Alt-Karow, Dorfaue mit Kirche und Kirchhof, Schule, Gehöften, Wohnhäusern mit Vorgärten, Einfriedungen, Höfen und Nutzgärten und Freiflächen Gesamtanlage siehe: Alt-Karow 14 Baudenkmale siehe: Alt-Karow 15, 17, 21, 24–25, 28–28A, 35, 44, 47–48, 54..., 59 Gartendenkmal siehe: Alt-Karow 14 | 09040371 – Alt-Karow 1, Hofanlage: Wohnhaus, 1878 mit Einfriedung |                                     |
| 09040370 | Alt-Karow 1–61 (in den Weichbildgrenzen: Lanker Straße, Schönerlinder Weg, Straße 56, Straße 76, Bahnhofstraße, Privatweg) Bahnhofstraße 33–35F Frundsbergstraße 22, 23A-24A, 28A-31 Lanker Straße 14–15A, 26–31 Schönerlinder Weg 72/90 Straße 56 Nr. 39/81 Straße 72 Straße 74 Nr. 4/8 Straße 76 Straße 84 Nr. 2 (Lage) | Dorfanlage Alt-Karow, Dorfaue mit Kirche und Kirchhof, Schule, Gehöften, Wohnhäusern mit Vorgärten, Einfriedungen, Höfen und Nutzgärten und Freiflächen Gesamtanlage siehe: Alt-Karow 14 Baudenkmale siehe: Alt-Karow 15, 17, 21, 24–25, 28–28A, 35, 44, 47–48, 54..., 59 Gartendenkmal siehe: Alt-Karow 14 | Scheune, um 1850 und Stall                                        |                                     |
| 09040370 | Alt-Karow 1–61 (in den Weichbildgrenzen: Lanker Straße, Schönerlinder Weg, Straße 56, Straße 76, Bahnhofstraße, Privatweg) Bahnhofstraße 33–35F Frundsbergstraße 22, 23A-24A, 28A-31 Lanker Straße 14–15A, 26–31 Schönerlinder Weg 72/90 Straße 56 Nr. 39/81 Straße 72 Straße 74 Nr. 4/8 Straße 76 Straße 84 Nr. 2 (Lage) | Dorfanlage Alt-Karow, Dorfaue mit Kirche und Kirchhof, Schule, Gehöften, Wohnhäusern mit Vorgärten, Einfriedungen, Höfen und Nutzgärten und Freiflächen Gesamtanlage siehe: Alt-Karow 14 Baudenkmale siehe: Alt-Karow 15, 17, 21, 24–25, 28–28A, 35, 44, 47–48, 54..., 59 Gartendenkmal siehe: Alt-Karow 14 | Toilettenhaus                                                     |                                     |
| 09040370 | Alt-Karow 1–61 (in den Weichbildgrenzen: Lanker Straße, Schönerlinder Weg, Straße 56, Straße 76, Bahnhofstraße, Privatweg) Bahnhofstraße 33–35F Frundsbergstraße 22, 23A-24A, 28A-31 Lanker Straße 14–15A, 26–31 Schönerlinder Weg 72/90 Straße 56 Nr. 39/81 Straße 72 Straße 74 Nr. 4/8 Straße 76 Straße 84 Nr. 2 (Lage) | Dorfanlage Alt-Karow, Dorfaue mit Kirche und Kirchhof, Schule, Gehöften, Wohnhäusern mit Vorgärten, Einfriedungen, Höfen und Nutzgärten und Freiflächen Gesamtanlage siehe: Alt-Karow 14 Baudenkmale siehe: Alt-Karow 15, 17, 21, 24–25, 28–28A, 35, 44, 47–48, 54..., 59 Gartendenkmal siehe: Alt-Karow 14 | 09040372 – Alt-Karow 2, 2A, Gasthaus, um 1895                     |                                     |
| 09040370 | Alt-Karow 1–61 (in den Weichbildgrenzen: Lanker Straße, Schönerlinder Weg, Straße 56, Straße 76, Bahnhofstraße, Privatweg) Bahnhofstraße 33–35F Frundsbergstraße 22, 23A-24A, 28A-31 Lanker Straße 14–15A, 26–31 Schönerlinder Weg 72/90 Straße 56 Nr. 39/81 Straße 72 Straße 74 Nr. 4/8 Straße 76 Straße 84 Nr. 2 (Lage) | Dorfanlage Alt-Karow, Dorfaue mit Kirche und Kirchhof, Schule, Gehöften, Wohnhäusern mit Vorgärten, Einfriedungen, Höfen und Nutzgärten und Freiflächen Gesamtanlage siehe: Alt-Karow 14 Baudenkmale siehe: Alt-Karow 15, 17, 21, 24–25, 28–28A, 35, 44, 47–48, 54..., 59 Gartendenkmal siehe: Alt-Karow 14 | Scheune                                                           |                                     |
| 09040370 | Alt-Karow 1–61 (in den Weichbildgrenzen: Lanker Straße, Schönerlinder Weg, Straße 56, Straße 76, Bahnhofstraße, Privatweg) Bahnhofstraße 33–35F Frundsbergstraße 22, 23A-24A, 28A-31 Lanker Straße 14–15A, 26–31 Schönerlinder Weg 72/90 Straße 56 Nr. 39/81 Straße 72 Straße 74 Nr. 4/8 Straße 76 Straße 84 Nr. 2 (Lage) | Dorfanlage Alt-Karow, Dorfaue mit Kirche und Kirchhof, Schule, Gehöften, Wohnhäusern mit Vorgärten, Einfriedungen, Höfen und Nutzgärten und Freiflächen Gesamtanlage siehe: Alt-Karow 14 Baudenkmale siehe: Alt-Karow 15, 17, 21, 24–25, 28–28A, 35, 44, 47–48, 54..., 59 Gartendenkmal siehe: Alt-Karow 14 | 09040373 – Alt-Karow 3, Hofanlage, Wohnhaus, um 1890              |                                     |
| 09040370 | Alt-Karow 1–61 (in den Weichbildgrenzen: Lanker Straße, Schönerlinder Weg, Straße 56, Straße 76, Bahnhofstraße, Privatweg) Bahnhofstraße 33–35F Frundsbergstraße 22, 23A-24A, 28A-31 Lanker Straße 14–15A, 26–31 Schönerlinder Weg 72/90 Straße 56 Nr. 39/81 Straße 72 Straße 74 Nr. 4/8 Straße 76 Straße 84 Nr. 2 (Lage) | Dorfanlage Alt-Karow, Dorfaue mit Kirche und Kirchhof, Schule, Gehöften, Wohnhäusern mit Vorgärten, Einfriedungen, Höfen und Nutzgärten und Freiflächen Gesamtanlage siehe: Alt-Karow 14 Baudenkmale siehe: Alt-Karow 15, 17, 21, 24–25, 28–28A, 35, 44, 47–48, 54..., 59 Gartendenkmal siehe: Alt-Karow 14 | Scheune, 1928, Stallungen und Hofpflasterung                      |                                     |
| 09040370 | Alt-Karow 1–61 (in den Weichbildgrenzen: Lanker Straße, Schönerlinder Weg, Straße 56, Straße 76, Bahnhofstraße, Privatweg) Bahnhofstraße 33–35F Frundsbergstraße 22, 23A-24A, 28A-31 Lanker Straße 14–15A, 26–31 Schönerlinder Weg 72/90 Straße 56 Nr. 39/81 Straße 72 Straße 74 Nr. 4/8 Straße 76 Straße 84 Nr. 2 (Lage) | Dorfanlage Alt-Karow, Dorfaue mit Kirche und Kirchhof, Schule, Gehöften, Wohnhäusern mit Vorgärten, Einfriedungen, Höfen und Nutzgärten und Freiflächen Gesamtanlage siehe: Alt-Karow 14 Baudenkmale siehe: Alt-Karow 15, 17, 21, 24–25, 28–28A, 35, 44, 47–48, 54..., 59 Gartendenkmal siehe: Alt-Karow 14 | 09040374 – Alt-Karow 4, Dorfschmiede, vor 1900                    |                                     |
| 09040370 | Alt-Karow 1–61 (in den Weichbildgrenzen: Lanker Straße, Schönerlinder Weg, Straße 56, Straße 76, Bahnhofstraße, Privatweg) Bahnhofstraße 33–35F Frundsbergstraße 22, 23A-24A, 28A-31 Lanker Straße 14–15A, 26–31 Schönerlinder Weg 72/90 Straße 56 Nr. 39/81 Straße 72 Straße 74 Nr. 4/8 Straße 76 Straße 84 Nr. 2 (Lage) | Dorfanlage Alt-Karow, Dorfaue mit Kirche und Kirchhof, Schule, Gehöften, Wohnhäusern mit Vorgärten, Einfriedungen, Höfen und Nutzgärten und Freiflächen Gesamtanlage siehe: Alt-Karow 14 Baudenkmale siehe: Alt-Karow 15, 17, 21, 24–25, 28–28A, 35, 44, 47–48, 54..., 59 Gartendenkmal siehe: Alt-Karow 14 | 09040375 – Alt-Karow 6–7, Wirtschaftsgebäude, um 1890             |                                     |
| 09040370 | Alt-Karow 1–61 (in den Weichbildgrenzen: Lanker Straße, Schönerlinder Weg, Straße 56, Straße 76, Bahnhofstraße, Privatweg) Bahnhofstraße 33–35F Frundsbergstraße 22, 23A-24A, 28A-31 Lanker Straße 14–15A, 26–31 Schönerlinder Weg 72/90 Straße 56 Nr. 39/81 Straße 72 Straße 74 Nr. 4/8 Straße 76 Straße 84 Nr. 2 (Lage) | Dorfanlage Alt-Karow, Dorfaue mit Kirche und Kirchhof, Schule, Gehöften, Wohnhäusern mit Vorgärten, Einfriedungen, Höfen und Nutzgärten und Freiflächen Gesamtanlage siehe: Alt-Karow 14 Baudenkmale siehe: Alt-Karow 15, 17, 21, 24–25, 28–28A, 35, 44, 47–48, 54..., 59 Gartendenkmal siehe: Alt-Karow 14 | Gesindehaus und nordwestliche Einfriedung                         |                                     |
| 09040370 | Alt-Karow 1–61 (in den Weichbildgrenzen: Lanker Straße, Schönerlinder Weg, Straße 56, Straße 76, Bahnhofstraße, Privatweg) Bahnhofstraße 33–35F Frundsbergstraße 22, 23A-24A, 28A-31 Lanker Straße 14–15A, 26–31 Schönerlinder Weg 72/90 Straße 56 Nr. 39/81 Straße 72 Straße 74 Nr. 4/8 Straße 76 Straße 84 Nr. 2 (Lage) | Dorfanlage Alt-Karow, Dorfaue mit Kirche und Kirchhof, Schule, Gehöften, Wohnhäusern mit Vorgärten, Einfriedungen, Höfen und Nutzgärten und Freiflächen Gesamtanlage siehe: Alt-Karow 14 Baudenkmale siehe: Alt-Karow 15, 17, 21, 24–25, 28–28A, 35, 44, 47–48, 54..., 59 Gartendenkmal siehe: Alt-Karow 14 | 09040376 – Alt-Karow 8–9, Hofanlage, Wohnhaus um 1890             |                                     |
| 09040370 | Alt-Karow 1–61 (in den Weichbildgrenzen: Lanker Straße, Schönerlinder Weg, Straße 56, Straße 76, Bahnhofstraße, Privatweg) Bahnhofstraße 33–35F Frundsbergstraße 22, 23A-24A, 28A-31 Lanker Straße 14–15A, 26–31 Schönerlinder Weg 72/90 Straße 56 Nr. 39/81 Straße 72 Straße 74 Nr. 4/8 Straße 76 Straße 84 Nr. 2 (Lage) | Dorfanlage Alt-Karow, Dorfaue mit Kirche und Kirchhof, Schule, Gehöften, Wohnhäusern mit Vorgärten, Einfriedungen, Höfen und Nutzgärten und Freiflächen Gesamtanlage siehe: Alt-Karow 14 Baudenkmale siehe: Alt-Karow 15, 17, 21, 24–25, 28–28A, 35, 44, 47–48, 54..., 59 Gartendenkmal siehe: Alt-Karow 14 | Ställe, Scheune und Hofpflasterung                                |                                     |
| 09040370 | Alt-Karow 1–61 (in den Weichbildgrenzen: Lanker Straße, Schönerlinder Weg, Straße 56, Straße 76, Bahnhofstraße, Privatweg) Bahnhofstraße 33–35F Frundsbergstraße 22, 23A-24A, 28A-31 Lanker Straße 14–15A, 26–31 Schönerlinder Weg 72/90 Straße 56 Nr. 39/81 Straße 72 Straße 74 Nr. 4/8 Straße 76 Straße 84 Nr. 2 (Lage) | Dorfanlage Alt-Karow, Dorfaue mit Kirche und Kirchhof, Schule, Gehöften, Wohnhäusern mit Vorgärten, Einfriedungen, Höfen und Nutzgärten und Freiflächen Gesamtanlage siehe: Alt-Karow 14 Baudenkmale siehe: Alt-Karow 15, 17, 21, 24–25, 28–28A, 35, 44, 47–48, 54..., 59 Gartendenkmal siehe: Alt-Karow 14 | 09040381 – Alt-Karow 18, Scheune, um 1900                         |                                     |
| 09040370 | Alt-Karow 1–61 (in den Weichbildgrenzen: Lanker Straße, Schönerlinder Weg, Straße 56, Straße 76, Bahnhofstraße, Privatweg) Bahnhofstraße 33–35F Frundsbergstraße 22, 23A-24A, 28A-31 Lanker Straße 14–15A, 26–31 Schönerlinder Weg 72/90 Straße 56 Nr. 39/81 Straße 72 Straße 74 Nr. 4/8 Straße 76 Straße 84 Nr. 2 (Lage) | Dorfanlage Alt-Karow, Dorfaue mit Kirche und Kirchhof, Schule, Gehöften, Wohnhäusern mit Vorgärten, Einfriedungen, Höfen und Nutzgärten und Freiflächen Gesamtanlage siehe: Alt-Karow 14 Baudenkmale siehe: Alt-Karow 15, 17, 21, 24–25, 28–28A, 35, 44, 47–48, 54..., 59 Gartendenkmal siehe: Alt-Karow 14 | 09040382 – Alt-Karow 20, Wohnhaus, um 1900, teilweise verändert   |                                     |
| 09040370 | Alt-Karow 1–61 (in den Weichbildgrenzen: Lanker Straße, Schönerlinder Weg, Straße 56, Straße 76, Bahnhofstraße, Privatweg) Bahnhofstraße 33–35F Frundsbergstraße 22, 23A-24A, 28A-31 Lanker Straße 14–15A, 26–31 Schönerlinder Weg 72/90 Straße 56 Nr. 39/81 Straße 72 Straße 74 Nr. 4/8 Straße 76 Straße 84 Nr. 2 (Lage) | Dorfanlage Alt-Karow, Dorfaue mit Kirche und Kirchhof, Schule, Gehöften, Wohnhäusern mit Vorgärten, Einfriedungen, Höfen und Nutzgärten und Freiflächen Gesamtanlage siehe: Alt-Karow 14 Baudenkmale siehe: Alt-Karow 15, 17, 21, 24–25, 28–28A, 35, 44, 47–48, 54..., 59 Gartendenkmal siehe: Alt-Karow 14 | 09040384 – Alt-Karow 22, Gesindehaus, um 1900                     |                                     |
| 09040370 | Alt-Karow 1–61 (in den Weichbildgrenzen: Lanker Straße, Schönerlinder Weg, Straße 56, Straße 76, Bahnhofstraße, Privatweg) Bahnhofstraße 33–35F Frundsbergstraße 22, 23A-24A, 28A-31 Lanker Straße 14–15A, 26–31 Schönerlinder Weg 72/90 Straße 56 Nr. 39/81 Straße 72 Straße 74 Nr. 4/8 Straße 76 Straße 84 Nr. 2 (Lage) | Dorfanlage Alt-Karow, Dorfaue mit Kirche und Kirchhof, Schule, Gehöften, Wohnhäusern mit Vorgärten, Einfriedungen, Höfen und Nutzgärten und Freiflächen Gesamtanlage siehe: Alt-Karow 14 Baudenkmale siehe: Alt-Karow 15, 17, 21, 24–25, 28–28A, 35, 44, 47–48, 54..., 59 Gartendenkmal siehe: Alt-Karow 14 | 09040386 – Alt-Karow 26, Wohnhaus, 1824, Umbau, um 1900           |                                     |
| 09040370 | Alt-Karow 1–61 (in den Weichbildgrenzen: Lanker Straße, Schönerlinder Weg, Straße 56, Straße 76, Bahnhofstraße, Privatweg) Bahnhofstraße 33–35F Frundsbergstraße 22, 23A-24A, 28A-31 Lanker Straße 14–15A, 26–31 Schönerlinder Weg 72/90 Straße 56 Nr. 39/81 Straße 72 Straße 74 Nr. 4/8 Straße 76 Straße 84 Nr. 2 (Lage) | Dorfanlage Alt-Karow, Dorfaue mit Kirche und Kirchhof, Schule, Gehöften, Wohnhäusern mit Vorgärten, Einfriedungen, Höfen und Nutzgärten und Freiflächen Gesamtanlage siehe: Alt-Karow 14 Baudenkmale siehe: Alt-Karow 15, 17, 21, 24–25, 28–28A, 35, 44, 47–48, 54..., 59 Gartendenkmal siehe: Alt-Karow 14 | 09040387 – Alt-Karow 27, Hofanlage mit Wohnhaus, 1893             |                                     |
| 09040370 | Alt-Karow 1–61 (in den Weichbildgrenzen: Lanker Straße, Schönerlinder Weg, Straße 56, Straße 76, Bahnhofstraße, Privatweg) Bahnhofstraße 33–35F Frundsbergstraße 22, 23A-24A, 28A-31 Lanker Straße 14–15A, 26–31 Schönerlinder Weg 72/90 Straße 56 Nr. 39/81 Straße 72 Straße 74 Nr. 4/8 Straße 76 Straße 84 Nr. 2 (Lage) | Dorfanlage Alt-Karow, Dorfaue mit Kirche und Kirchhof, Schule, Gehöften, Wohnhäusern mit Vorgärten, Einfriedungen, Höfen und Nutzgärten und Freiflächen Gesamtanlage siehe: Alt-Karow 14 Baudenkmale siehe: Alt-Karow 15, 17, 21, 24–25, 28–28A, 35, 44, 47–48, 54..., 59 Gartendenkmal siehe: Alt-Karow 14 | Dorfschmiede, Nebengebäude und Hofpflasterung, 1893               |                                     |
| 09040370 | Alt-Karow 1–61 (in den Weichbildgrenzen: Lanker Straße, Schönerlinder Weg, Straße 56, Straße 76, Bahnhofstraße, Privatweg) Bahnhofstraße 33–35F Frundsbergstraße 22, 23A-24A, 28A-31 Lanker Straße 14–15A, 26–31 Schönerlinder Weg 72/90 Straße 56 Nr. 39/81 Straße 72 Straße 74 Nr. 4/8 Straße 76 Straße 84 Nr. 2 (Lage) | Dorfanlage Alt-Karow, Dorfaue mit Kirche und Kirchhof, Schule, Gehöften, Wohnhäusern mit Vorgärten, Einfriedungen, Höfen und Nutzgärten und Freiflächen Gesamtanlage siehe: Alt-Karow 14 Baudenkmale siehe: Alt-Karow 15, 17, 21, 24–25, 28–28A, 35, 44, 47–48, 54..., 59 Gartendenkmal siehe: Alt-Karow 14 | 09040389 – Alt-Karow 33, Wohnhaus, vor 1850, teilweise verändert  |                                     |
| 09040370 | Alt-Karow 1–61 (in den Weichbildgrenzen: Lanker Straße, Schönerlinder Weg, Straße 56, Straße 76, Bahnhofstraße, Privatweg) Bahnhofstraße 33–35F Frundsbergstraße 22, 23A-24A, 28A-31 Lanker Straße 14–15A, 26–31 Schönerlinder Weg 72/90 Straße 56 Nr. 39/81 Straße 72 Straße 74 Nr. 4/8 Straße 76 Straße 84 Nr. 2 (Lage) | Dorfanlage Alt-Karow, Dorfaue mit Kirche und Kirchhof, Schule, Gehöften, Wohnhäusern mit Vorgärten, Einfriedungen, Höfen und Nutzgärten und Freiflächen Gesamtanlage siehe: Alt-Karow 14 Baudenkmale siehe: Alt-Karow 15, 17, 21, 24–25, 28–28A, 35, 44, 47–48, 54..., 59 Gartendenkmal siehe: Alt-Karow 14 | 09040390 – Alt-Karow 34, Wohnhaus, um 1880                        |                                     |
| 09040370 | Alt-Karow 1–61 (in den Weichbildgrenzen: Lanker Straße, Schönerlinder Weg, Straße 56, Straße 76, Bahnhofstraße, Privatweg) Bahnhofstraße 33–35F Frundsbergstraße 22, 23A-24A, 28A-31 Lanker Straße 14–15A, 26–31 Schönerlinder Weg 72/90 Straße 56 Nr. 39/81 Straße 72 Straße 74 Nr. 4/8 Straße 76 Straße 84 Nr. 2 (Lage) | Dorfanlage Alt-Karow, Dorfaue mit Kirche und Kirchhof, Schule, Gehöften, Wohnhäusern mit Vorgärten, Einfriedungen, Höfen und Nutzgärten und Freiflächen Gesamtanlage siehe: Alt-Karow 14 Baudenkmale siehe: Alt-Karow 15, 17, 21, 24–25, 28–28A, 35, 44, 47–48, 54..., 59 Gartendenkmal siehe: Alt-Karow 14 | 09040392 – Alt-Karow 37, Wohnhaus, um 1900                        |                                     |
| 09040370 | Alt-Karow 1–61 (in den Weichbildgrenzen: Lanker Straße, Schönerlinder Weg, Straße 56, Straße 76, Bahnhofstraße, Privatweg) Bahnhofstraße 33–35F Frundsbergstraße 22, 23A-24A, 28A-31 Lanker Straße 14–15A, 26–31 Schönerlinder Weg 72/90 Straße 56 Nr. 39/81 Straße 72 Straße 74 Nr. 4/8 Straße 76 Straße 84 Nr. 2 (Lage) | Dorfanlage Alt-Karow, Dorfaue mit Kirche und Kirchhof, Schule, Gehöften, Wohnhäusern mit Vorgärten, Einfriedungen, Höfen und Nutzgärten und Freiflächen Gesamtanlage siehe: Alt-Karow 14 Baudenkmale siehe: Alt-Karow 15, 17, 21, 24–25, 28–28A, 35, 44, 47–48, 54..., 59 Gartendenkmal siehe: Alt-Karow 14 | 09040393 – Alt-Karow 38, Hofanlage, Wohnhaus, um 1890             |                                     |
| 09040370 | Alt-Karow 1–61 (in den Weichbildgrenzen: Lanker Straße, Schönerlinder Weg, Straße 56, Straße 76, Bahnhofstraße, Privatweg) Bahnhofstraße 33–35F Frundsbergstraße 22, 23A-24A, 28A-31 Lanker Straße 14–15A, 26–31 Schönerlinder Weg 72/90 Straße 56 Nr. 39/81 Straße 72 Straße 74 Nr. 4/8 Straße 76 Straße 84 Nr. 2 (Lage) | Dorfanlage Alt-Karow, Dorfaue mit Kirche und Kirchhof, Schule, Gehöften, Wohnhäusern mit Vorgärten, Einfriedungen, Höfen und Nutzgärten und Freiflächen Gesamtanlage siehe: Alt-Karow 14 Baudenkmale siehe: Alt-Karow 15, 17, 21, 24–25, 28–28A, 35, 44, 47–48, 54..., 59 Gartendenkmal siehe: Alt-Karow 14 | Scheune und Stall, 1900                                           |                                     |
| 09040370 | Alt-Karow 1–61 (in den Weichbildgrenzen: Lanker Straße, Schönerlinder Weg, Straße 56, Straße 76, Bahnhofstraße, Privatweg) Bahnhofstraße 33–35F Frundsbergstraße 22, 23A-24A, 28A-31 Lanker Straße 14–15A, 26–31 Schönerlinder Weg 72/90 Straße 56 Nr. 39/81 Straße 72 Straße 74 Nr. 4/8 Straße 76 Straße 84 Nr. 2 (Lage) | Dorfanlage Alt-Karow, Dorfaue mit Kirche und Kirchhof, Schule, Gehöften, Wohnhäusern mit Vorgärten, Einfriedungen, Höfen und Nutzgärten und Freiflächen Gesamtanlage siehe: Alt-Karow 14 Baudenkmale siehe: Alt-Karow 15, 17, 21, 24–25, 28–28A, 35, 44, 47–48, 54..., 59 Gartendenkmal siehe: Alt-Karow 14 | 09040394 – Alt-Karow 40–41, Hofanlage, Wohnhaus, um 1885          |                                     |
| 09040370 | Alt-Karow 1–61 (in den Weichbildgrenzen: Lanker Straße, Schönerlinder Weg, Straße 56, Straße 76, Bahnhofstraße, Privatweg) Bahnhofstraße 33–35F Frundsbergstraße 22, 23A-24A, 28A-31 Lanker Straße 14–15A, 26–31 Schönerlinder Weg 72/90 Straße 56 Nr. 39/81 Straße 72 Straße 74 Nr. 4/8 Straße 76 Straße 84 Nr. 2 (Lage) | Dorfanlage Alt-Karow, Dorfaue mit Kirche und Kirchhof, Schule, Gehöften, Wohnhäusern mit Vorgärten, Einfriedungen, Höfen und Nutzgärten und Freiflächen Gesamtanlage siehe: Alt-Karow 14 Baudenkmale siehe: Alt-Karow 15, 17, 21, 24–25, 28–28A, 35, 44, 47–48, 54..., 59 Gartendenkmal siehe: Alt-Karow 14 | Scheune, um 1895 und Hofpflasterung                               |                                     |
| 09040370 | Alt-Karow 1–61 (in den Weichbildgrenzen: Lanker Straße, Schönerlinder Weg, Straße 56, Straße 76, Bahnhofstraße, Privatweg) Bahnhofstraße 33–35F Frundsbergstraße 22, 23A-24A, 28A-31 Lanker Straße 14–15A, 26–31 Schönerlinder Weg 72/90 Straße 56 Nr. 39/81 Straße 72 Straße 74 Nr. 4/8 Straße 76 Straße 84 Nr. 2 (Lage) | Dorfanlage Alt-Karow, Dorfaue mit Kirche und Kirchhof, Schule, Gehöften, Wohnhäusern mit Vorgärten, Einfriedungen, Höfen und Nutzgärten und Freiflächen Gesamtanlage siehe: Alt-Karow 14 Baudenkmale siehe: Alt-Karow 15, 17, 21, 24–25, 28–28A, 35, 44, 47–48, 54..., 59 Gartendenkmal siehe: Alt-Karow 14 | 09040395 – Alt-Karow 41A, Gesindehaus, um 1895                    |                                     |
| 09040370 | Alt-Karow 1–61 (in den Weichbildgrenzen: Lanker Straße, Schönerlinder Weg, Straße 56, Straße 76, Bahnhofstraße, Privatweg) Bahnhofstraße 33–35F Frundsbergstraße 22, 23A-24A, 28A-31 Lanker Straße 14–15A, 26–31 Schönerlinder Weg 72/90 Straße 56 Nr. 39/81 Straße 72 Straße 74 Nr. 4/8 Straße 76 Straße 84 Nr. 2 (Lage) | Dorfanlage Alt-Karow, Dorfaue mit Kirche und Kirchhof, Schule, Gehöften, Wohnhäusern mit Vorgärten, Einfriedungen, Höfen und Nutzgärten und Freiflächen Gesamtanlage siehe: Alt-Karow 14 Baudenkmale siehe: Alt-Karow 15, 17, 21, 24–25, 28–28A, 35, 44, 47–48, 54..., 59 Gartendenkmal siehe: Alt-Karow 14 | Stall, Remise und Hofpflasterung, um 1895, Umbau vor 1930         |                                     |
| 09040370 | Alt-Karow 1–61 (in den Weichbildgrenzen: Lanker Straße, Schönerlinder Weg, Straße 56, Straße 76, Bahnhofstraße, Privatweg) Bahnhofstraße 33–35F Frundsbergstraße 22, 23A-24A, 28A-31 Lanker Straße 14–15A, 26–31 Schönerlinder Weg 72/90 Straße 56 Nr. 39/81 Straße 72 Straße 74 Nr. 4/8 Straße 76 Straße 84 Nr. 2 (Lage) | Dorfanlage Alt-Karow, Dorfaue mit Kirche und Kirchhof, Schule, Gehöften, Wohnhäusern mit Vorgärten, Einfriedungen, Höfen und Nutzgärten und Freiflächen Gesamtanlage siehe: Alt-Karow 14 Baudenkmale siehe: Alt-Karow 15, 17, 21, 24–25, 28–28A, 35, 44, 47–48, 54..., 59 Gartendenkmal siehe: Alt-Karow 14 | 09040396 – Alt-Karow 42–43, Wohnhaus und, um 1890                 |                                     |
| 09040370 | Alt-Karow 1–61 (in den Weichbildgrenzen: Lanker Straße, Schönerlinder Weg, Straße 56, Straße 76, Bahnhofstraße, Privatweg) Bahnhofstraße 33–35F Frundsbergstraße 22, 23A-24A, 28A-31 Lanker Straße 14–15A, 26–31 Schönerlinder Weg 72/90 Straße 56 Nr. 39/81 Straße 72 Straße 74 Nr. 4/8 Straße 76 Straße 84 Nr. 2 (Lage) | Dorfanlage Alt-Karow, Dorfaue mit Kirche und Kirchhof, Schule, Gehöften, Wohnhäusern mit Vorgärten, Einfriedungen, Höfen und Nutzgärten und Freiflächen Gesamtanlage siehe: Alt-Karow 14 Baudenkmale siehe: Alt-Karow 15, 17, 21, 24–25, 28–28A, 35, 44, 47–48, 54..., 59 Gartendenkmal siehe: Alt-Karow 14 | Backofen                                                          |                                     |
| 09040370 | Alt-Karow 1–61 (in den Weichbildgrenzen: Lanker Straße, Schönerlinder Weg, Straße 56, Straße 76, Bahnhofstraße, Privatweg) Bahnhofstraße 33–35F Frundsbergstraße 22, 23A-24A, 28A-31 Lanker Straße 14–15A, 26–31 Schönerlinder Weg 72/90 Straße 56 Nr. 39/81 Straße 72 Straße 74 Nr. 4/8 Straße 76 Straße 84 Nr. 2 (Lage) | Dorfanlage Alt-Karow, Dorfaue mit Kirche und Kirchhof, Schule, Gehöften, Wohnhäusern mit Vorgärten, Einfriedungen, Höfen und Nutzgärten und Freiflächen Gesamtanlage siehe: Alt-Karow 14 Baudenkmale siehe: Alt-Karow 15, 17, 21, 24–25, 28–28A, 35, 44, 47–48, 54..., 59 Gartendenkmal siehe: Alt-Karow 14 | 09040398 – Alt-Karow 45–46, Wohnhaus, um 1890                     |                                     |
| 09040370 | Alt-Karow 1–61 (in den Weichbildgrenzen: Lanker Straße, Schönerlinder Weg, Straße 56, Straße 76, Bahnhofstraße, Privatweg) Bahnhofstraße 33–35F Frundsbergstraße 22, 23A-24A, 28A-31 Lanker Straße 14–15A, 26–31 Schönerlinder Weg 72/90 Straße 56 Nr. 39/81 Straße 72 Straße 74 Nr. 4/8 Straße 76 Straße 84 Nr. 2 (Lage) | Dorfanlage Alt-Karow, Dorfaue mit Kirche und Kirchhof, Schule, Gehöften, Wohnhäusern mit Vorgärten, Einfriedungen, Höfen und Nutzgärten und Freiflächen Gesamtanlage siehe: Alt-Karow 14 Baudenkmale siehe: Alt-Karow 15, 17, 21, 24–25, 28–28A, 35, 44, 47–48, 54..., 59 Gartendenkmal siehe: Alt-Karow 14 | 09040400 – Alt-Karow 49, Wohnhaus, um 1890                        |                                     |
| 09040370 | Alt-Karow 1–61 (in den Weichbildgrenzen: Lanker Straße, Schönerlinder Weg, Straße 56, Straße 76, Bahnhofstraße, Privatweg) Bahnhofstraße 33–35F Frundsbergstraße 22, 23A-24A, 28A-31 Lanker Straße 14–15A, 26–31 Schönerlinder Weg 72/90 Straße 56 Nr. 39/81 Straße 72 Straße 74 Nr. 4/8 Straße 76 Straße 84 Nr. 2 (Lage) | Dorfanlage Alt-Karow, Dorfaue mit Kirche und Kirchhof, Schule, Gehöften, Wohnhäusern mit Vorgärten, Einfriedungen, Höfen und Nutzgärten und Freiflächen Gesamtanlage siehe: Alt-Karow 14 Baudenkmale siehe: Alt-Karow 15, 17, 21, 24–25, 28–28A, 35, 44, 47–48, 54..., 59 Gartendenkmal siehe: Alt-Karow 14 | 09040401 – Alt-Karow 51, Wohnhaus, um 1885                        |                                     |
| 09040370 | Alt-Karow 1–61 (in den Weichbildgrenzen: Lanker Straße, Schönerlinder Weg, Straße 56, Straße 76, Bahnhofstraße, Privatweg) Bahnhofstraße 33–35F Frundsbergstraße 22, 23A-24A, 28A-31 Lanker Straße 14–15A, 26–31 Schönerlinder Weg 72/90 Straße 56 Nr. 39/81 Straße 72 Straße 74 Nr. 4/8 Straße 76 Straße 84 Nr. 2 (Lage) | Dorfanlage Alt-Karow, Dorfaue mit Kirche und Kirchhof, Schule, Gehöften, Wohnhäusern mit Vorgärten, Einfriedungen, Höfen und Nutzgärten und Freiflächen Gesamtanlage siehe: Alt-Karow 14 Baudenkmale siehe: Alt-Karow 15, 17, 21, 24–25, 28–28A, 35, 44, 47–48, 54..., 59 Gartendenkmal siehe: Alt-Karow 14 | 09040403 – Alt-Karow 55, Wohnhaus, 1938, Umbauten, 1986           |                                     |
| 09040370 | Alt-Karow 1–61 (in den Weichbildgrenzen: Lanker Straße, Schönerlinder Weg, Straße 56, Straße 76, Bahnhofstraße, Privatweg) Bahnhofstraße 33–35F Frundsbergstraße 22, 23A-24A, 28A-31 Lanker Straße 14–15A, 26–31 Schönerlinder Weg 72/90 Straße 56 Nr. 39/81 Straße 72 Straße 74 Nr. 4/8 Straße 76 Straße 84 Nr. 2 (Lage) | Dorfanlage Alt-Karow, Dorfaue mit Kirche und Kirchhof, Schule, Gehöften, Wohnhäusern mit Vorgärten, Einfriedungen, Höfen und Nutzgärten und Freiflächen Gesamtanlage siehe: Alt-Karow 14 Baudenkmale siehe: Alt-Karow 15, 17, 21, 24–25, 28–28A, 35, 44, 47–48, 54..., 59 Gartendenkmal siehe: Alt-Karow 14 | 09040404 – Alt-Karow 56, Wohnhaus, um 1895                        |                                     |
| 09040370 | Alt-Karow 1–61 (in den Weichbildgrenzen: Lanker Straße, Schönerlinder Weg, Straße 56, Straße 76, Bahnhofstraße, Privatweg) Bahnhofstraße 33–35F Frundsbergstraße 22, 23A-24A, 28A-31 Lanker Straße 14–15A, 26–31 Schönerlinder Weg 72/90 Straße 56 Nr. 39/81 Straße 72 Straße 74 Nr. 4/8 Straße 76 Straße 84 Nr. 2 (Lage) | Dorfanlage Alt-Karow, Dorfaue mit Kirche und Kirchhof, Schule, Gehöften, Wohnhäusern mit Vorgärten, Einfriedungen, Höfen und Nutzgärten und Freiflächen Gesamtanlage siehe: Alt-Karow 14 Baudenkmale siehe: Alt-Karow 15, 17, 21, 24–25, 28–28A, 35, 44, 47–48, 54..., 59 Gartendenkmal siehe: Alt-Karow 14 | Scheune, Stall und Hofpflasterung                                 |                                     |
| 09040370 | Alt-Karow 1–61 (in den Weichbildgrenzen: Lanker Straße, Schönerlinder Weg, Straße 56, Straße 76, Bahnhofstraße, Privatweg) Bahnhofstraße 33–35F Frundsbergstraße 22, 23A-24A, 28A-31 Lanker Straße 14–15A, 26–31 Schönerlinder Weg 72/90 Straße 56 Nr. 39/81 Straße 72 Straße 74 Nr. 4/8 Straße 76 Straße 84 Nr. 2 (Lage) | Dorfanlage Alt-Karow, Dorfaue mit Kirche und Kirchhof, Schule, Gehöften, Wohnhäusern mit Vorgärten, Einfriedungen, Höfen und Nutzgärten und Freiflächen Gesamtanlage siehe: Alt-Karow 14 Baudenkmale siehe: Alt-Karow 15, 17, 21, 24–25, 28–28A, 35, 44, 47–48, 54..., 59 Gartendenkmal siehe: Alt-Karow 14 | 09040406 – Alt-Karow 60, Mietshaus, um 1900                       |                                     |
| 09040370 | Alt-Karow 1–61 (in den Weichbildgrenzen: Lanker Straße, Schönerlinder Weg, Straße 56, Straße 76, Bahnhofstraße, Privatweg) Bahnhofstraße 33–35F Frundsbergstraße 22, 23A-24A, 28A-31 Lanker Straße 14–15A, 26–31 Schönerlinder Weg 72/90 Straße 56 Nr. 39/81 Straße 72 Straße 74 Nr. 4/8 Straße 76 Straße 84 Nr. 2 (Lage) | Dorfanlage Alt-Karow, Dorfaue mit Kirche und Kirchhof, Schule, Gehöften, Wohnhäusern mit Vorgärten, Einfriedungen, Höfen und Nutzgärten und Freiflächen Gesamtanlage siehe: Alt-Karow 14 Baudenkmale siehe: Alt-Karow 15, 17, 21, 24–25, 28–28A, 35, 44, 47–48, 54..., 59 Gartendenkmal siehe: Alt-Karow 14 | 09040407 – Alt-Karow 61, Mietshaus, um 1900                       |                                     |

## Denkmalbereiche (Gesamtanlagen)
| Nr.      | Lage                | Offizielle Bezeichnung                          | Beschreibung                                                                          | Bild |
| -------- | ------------------- | ----------------------------------------------- | ------------------------------------------------------------------------------------- | ---- |
| 09040378 | Alt-Karow 14 (Lage) | Dorfkirche Bestandteil des Ensembles: Alt-Karow | 1. Hälfte 13. Jh., Umbau, 17. Jh., Turm 1845–1847 (siehe auch Gartendenkmal Kirchhof) |      |
| 09040378 | Alt-Karow 14 (Lage) | Dorfkirche Bestandteil des Ensembles: Alt-Karow | Kapelle, um 1900                                                                      |      |

## Baudenkmale
| Nr.      | Lage                                 | Offizielle Bezeichnung                                           | Beschreibung                                                     | Bild |
| -------- | ------------------------------------ | ---------------------------------------------------------------- | ---------------------------------------------------------------- | ---- |
| 09040379 | Alt-Karow 15 (Lage)                  | Dorfschule Bestandteil des Ensembles: Alt-Karow                  | um 1881; Aufstockung 1907                                        |      |
| 09040379 | Alt-Karow 15 (Lage)                  | Dorfschule Bestandteil des Ensembles: Alt-Karow                  | Garage                                                           |      |
| 09040380 | Alt-Karow 17 (Lage)                  | Wohnhaus Bestandteil des Ensembles: Alt-Karow                    | um 1890                                                          |      |
| 09040383 | Alt-Karow 21 (Lage)                  | Wohnhaus Bestandteil des Ensembles: Alt-Karow                    | um 1890                                                          |      |
| 09040385 | Alt-Karow 24–25 (Lage)               | Hofanlage Bestandteil des Ensembles: Alt-Karow                   | Wohnhaus, um 1890                                                |      |
| 09040385 | Alt-Karow 24–25 (Lage)               | Hofanlage Bestandteil des Ensembles: Alt-Karow                   | Scheune, Stall und Hofpflasterung                                |      |
| 09040388 | Alt-Karow 28–28A (Lage)              | Hofanlage Bestandteil des Ensembles: Alt-Karow                   | Wohnhaus, 1893                                                   |      |
| 09040388 | Alt-Karow 28–28A (Lage)              | Hofanlage Bestandteil des Ensembles: Alt-Karow                   | Scheune, Stall und Einfriedung                                   |      |
| 09040391 | Alt-Karow 35 (Lage)                  | Hofanlage Bestandteil des Ensembles: Alt-Karow                   | Wohnhaus, um 1890                                                |      |
| 09040391 | Alt-Karow 35 (Lage)                  | Hofanlage Bestandteil des Ensembles: Alt-Karow                   | Scheune und Stall                                                |      |
| 09040397 | Alt-Karow 44 (Lage)                  | Hofanlage Bestandteil des Ensembles: Alt-Karow                   | Wohnhaus, 1878                                                   |      |
| 09040397 | Alt-Karow 44 (Lage)                  | Hofanlage Bestandteil des Ensembles: Alt-Karow                   | Scheune, Ställe und Hofpflasterung                               |      |
| 09040399 | Alt-Karow 47–48 (Lage)               | Bauernkate Bestandteil des Ensembles: Alt-Karow                  | vor 1850                                                         |      |
| 09040402 | Alt-Karow 54, 54 B-C (Lage)          | Wohnhaus, Scheune und Stall Bestandteil des Ensembles: Alt-Karow | um 1885                                                          |      |
| 09040402 | Alt-Karow 54, 54 B-C (Lage)          | Wohnhaus, Scheune und Stall Bestandteil des Ensembles: Alt-Karow | Scheune                                                          |      |
| 09040402 | Alt-Karow 54, 54 B-C (Lage)          | Wohnhaus, Scheune und Stall Bestandteil des Ensembles: Alt-Karow | Stall                                                            |      |
| 09040405 | Alt-Karow 59 (Lage)                  | Hofanlage Bestandteil des Ensembles: Alt-Karow                   | Wohnhaus mit Einfriedung, 1893                                   |      |
| 09040405 | Alt-Karow 59 (Lage)                  | Hofanlage Bestandteil des Ensembles: Alt-Karow                   | Scheune, Stall und Hofpflasterung, 1893                          |      |
| 09040409 | Bahnhofstraße Boenkestraße 40 (Lage) | S-Bahnhof Karow                                                  | Empfangsgebäude, 1909–1914 von Ernst Schwartz und Karl Cornelius |      |
| 09040409 | Bahnhofstraße Boenkestraße 40 (Lage) | S-Bahnhof Karow                                                  | Verbindungsgang und Substruktion                                 |      |
| 09040409 | Bahnhofstraße Boenkestraße 40 (Lage) | S-Bahnhof Karow                                                  | Treppenaufgang                                                   |      |
| 09040409 | Bahnhofstraße Boenkestraße 40 (Lage) | S-Bahnhof Karow                                                  | Bahnsteig                                                        |      |
| 09040410 | Bahnhofstraße 1 (Lage)               | Wohnhaus                                                         | um 1895                                                          |      |
| 09040411 | Bahnhofstraße 9 (Lage)               | Wohnhaus                                                         | um 1895                                                          |      |
| 09040535 | Streckfußstraße 64 (Lage)            | Wohnhaus und Vorgarteneinfriedung                                | um 1895                                                          |      |

## Gartendenkmale
| Nr.      | Lage                | Offizielle Bezeichnung                                        | Beschreibung                                                    | Bild |
| -------- | ------------------- | ------------------------------------------------------------- | --------------------------------------------------------------- | ---- |
| 09046040 | Alt-Karow 14 (Lage) | Kirchhof mit Einfriedung Bestandteil des Ensembles: Alt-Karow | angelegt 1. Hälfte 13. Jh. (siehe auch Gesamtanlage Dorfkirche) |      |
| 09046040 | Alt-Karow 14 (Lage) | Kirchhof mit Einfriedung Bestandteil des Ensembles: Alt-Karow | Einfriedung                                                     |      |